# Liste der Weihbischöfe in Halberstadt
Die Liste der Weihbischöfe in Halberstadt nennt die Weihbischöfe des Bistums Halberstadt. Sie waren dem Halberstädter Bischof zur Seite gestellt. Als Titularbischöfe wurden sie auf ein nicht mehr existierendes Bistum geweiht.
| Name                    | Amtszeit               | Anmerkung                                    |
| ----------------------- | ---------------------- | -------------------------------------------- |
| Ludwig OSA              | 1316                   | Titularbischof von Maronia                   |
| Ditmar                  | 1316                   | Titularbischof von Gabula                    |
| Heinrich von Apolda OFM | 1331                   | Titularbischof von Lavata                    |
| Heinrich von Halle OFM  | nach 1403              | Titularbischof von Shkodra (Skodar)          |
| Johann Schedemaker OSA  | 1438–1452              | Titularbischof von Budua                     |
| Johannes Sartoris OFM   | 1459–1466              | Titularbischof von Beersheba                 |
| Hermann Molitoris OP    | 1471–1483              | Titularbischof von Salmasa                   |
| Levinus Brunstorp OP    | 1478–1487              | Titularbischof von Dionysias                 |
| Matthias Kanuti OSB     | 1492–1506              | Titularbischof von Gardara                   |
| Heinrich Lenchker OP    | 1514–1538              | Titularbischof von Acco                      |
| Michael Vehe OP         | Februar bis April 1539 | Titularbischof von Acco (nicht mehr geweiht) |
| Johannes Mensing OP     | 1539–1547              | Titularbischof von Acco                      |
| Johannes Alberti OP     | 1550                   | Titularbischof von Tripolis in Phoenicia     |